# Operação Domiciano
A Operação Domiciano foi uma operação do Ministério da Transparência e Controladoria-Geral da União, Polícia Rodoviária Federal e Polícia Federal deflagrada em 22 de junho de 2017 que investigou esquemas de corrupção de agentes da PRF no Triângulo Mineiro.

## Operação
A operação investigou um esquema de propina contra infratores de trânsito em unidades operacionais da Polícia Rodoviária Federal (PRF) de Uberlândia, Araguari e Monte Alegre, em Minas Gerais. No esquema, empresários dos ramos de guinchamento, seguros e pátio eram beneficiados recebendo os veículos de pessoas que se recusaram a pagar a propina. O grupo também recolhia propina de empresários para que caminhões circulassem nas rodovias acima do peso permitido e para motoristas passarem por blitze de forma irregular.
As investigações começaram em janeiro 2016, após levantamento da Corregedoria da PRF.  Em seguida, foi instaurado inquérito pela Delegacia Federal de Uberlândia. A Controladoria-Geral da União (CGU) auxiliou nas análises financeiras. Foram gerados vídeos dos policiais recolhendo a propina, que foram divulgados pela TV Integração.
Em 22 de junho de 2017, 140 agentes da PRF e 60 da Polícia Federal (PF) cumpriram mandatos de prisão preventiva contra 15 agentes da PRF e quatro comerciantes e empresários da reigão e 33 mandados de busca e apreensão. A operação foi liberada pela 2ª Vara Federal de Uberlândia. O esquema durou por cerca de dez anos nas BR-050, BR-135 e BR-365.

## Condenações
O Ministério Público Federal (MPF) ofereceu 17 denúncias contra 15 policiais e outras 5 pessoas por diversos crimes incluindo inserção de dados falsos em sistema de informações, concussão, corrupção passiva, corrupção ativa, prevaricação e violação de sigilo funcional. Parte das denúncias resultaram em 33 processos penais paralelos. Inicialmente, o nome dos presos não foi divulgado, e o superintendente da PRF em Minas Gerais, Rafael de Brito Aquino, afirmou que não identificou indícios de quadrilha.

Durante o processo, os réus foram detidos no Presídio Nelson Hungria, em Belo Horizonte, sendo liberados em 10 de junho pelo advogado Gabriel Massote argumentar que os requisitos para manutenção das duas prisões não estavam preenchidos. Os policiais foram afastados e receberam salário e gratificações. Seus afastamentos não geraram novas contratações pela PRF. O processo judicial começou em 29 de novembro de 2017.  As cinco primeiras condenações foram proferidas em 26 de julho de 2019. Sílvio César Vasconcelos Brígido foi condenado a 18 anos de prisão, José Roque da Silva Filho a 5 anos e 4 meses, Abadio José Vital a 6 anos e 2 meses, Cristiano Ribeiro Ferreira a 7 anos e 4 meses e Marco Antônio Domingues e Jean Carlos de Morais a 5 anos e 4 meses. Em outubro de 2020, 17 das denúncias haviam sido julgadas, com a emissão de 15 sentenças condenatórias contra 12 policiais. Em 9 de setembro de 2024, o Ministro da Justiça Ricardo Lewandowski determinou a perda do cargo público de Gisdelson Mario de Oliveira, condenado após a operação.